# Anderlecht
 Ovo je glavno značenje pojma Anderlecht. Za druga značenja pogledajte Anderlecht (razdvojba).
Anderlecht je jedan od 19 dvojezičnih općina u Regiji glavnoga grada Bruxellesa u Belgiji.
Općina se nalazi na jugozapadu briselske aglomerizacije, te graniči s općinama grad Bruxelles, Dilbeek, Forest, Molenbeek-Saint-Jean, Sint-Pieters-Leeuw i Saint-Gilles. Anderlecht je poznat po svojim sportskim klubovima, od kojih se ističu momčadi R.S.C. Anderlechta u nogometu i ragbiju, koje su osvojile više naslova u zemlji.

## Povijest
Prvi spomen naziva „Anderlecht“ datira iz 1047. kad se pojavljuje u obliku Anrelech, te kasnije kao Andrelet (1111.), Andreler (1148.) i Anderlech (1186.). Godine 1356., flandrijski grof Ludvig II. borio se na području Anderlechta protiv Bruxellesa. Iako je pobijedio svoju šogoricu Ivanu Brabantsku i uzeo njenu titulu brabantskog vojvode, iduće godine ona ju je povratila uz pomoć cara Karla IV. Po njenoj povelji iz 1393. Anderlecht je proglašen dijelom Bruxellesa.
U 15. i 16. stoljeću ovdje su živjeli mnogi poznati kulturnjaci. Godine 1521. Erazmo Roterdamski je ovdje proveo nekoliko mjeseci, a ovdje su također prebivali i aumalski grof Karlo, te francuski kraljevski lovac. 17. i 18. stoljeće obilježili su sukobi s Francuskom. U studenom 1792. nakon bitke kod Jemappesa, general Dumouriez i francuska revolucionarna vojska ovdje su opet pobijedili Austrijance. Francuzi su Anderlecht proglasili nezavisnom općinom.
U 19. stoljeću broj stanovnika naglo je narastao, a glavni razlog tome bio je razvitak, te blizina Bruxellesa. Početkom 20. stoljeća u Anderlechtu je zabilježen značajan urbani razvoj, te su tada izgrađene zelene četvrti kao Het Rad i Moortenbeek.

## Razvoj stanovništva
- Izvor:NIS

## Slavni stanovnici
- Erazmo Roterdamski, humanist i filozof (1466. – 1536.)
- Philippe Thys, biciklis i trostruki prvak Tour de Francea (1890. – 1971.)
- Maurice Carême, [pjesnik (1899-1978)
- Régine, pjevačica (* 1929.)
- Henri Simonet, političar (1931. – 1996.)
- William Vance, crtač stripova (* 1935.)
- Jacques Simonet, političar (1963. – 2007.)

## Zbratimljena mjesta
- od 1955.:
  -  Boulogne-Billancourt, Francuska
  -  Neukölln, Njemačka
  -  Hammersmith i Fulham, UK
  -  Zaandam, Nizozemska

- od 1976.: 
  -  Marino, Italija

### Sporazumi o prijateljstvu
- od 2000.:
  -  Sainte-Maxime, Francuska

## Vanjske poveznice
- (fr.)(nizoz.)Službena stranica općine Anderlecht